# Malmberget, Enåker
Malmberget är en av Upplands högsta punkter och ligger 110,8 meter över havet.
Malmberget ligger i Enåkers socken i Heby kommun i Uppsala län i Uppland.